# Айзенхут, Франц
Франц Айзенхут (венг. Eisenhut Ferencz; серб. Франц Ајзенхут; 25 января 1857 г. — 2 июня 1903 г.) — художник-ориенталист родом из дунайских швабов, реалист. Считается одним из величайших академических художников Австро-Венгрии второй половины XIX века.
Среди его самых известных и узнаваемых картин — «Смерть Гюль Бабы», «Битва при Зенте», «Работорговля», «Петушиные бои» и многие другие, изображающие в основном мотивы Востока. Его работы можно найти во многих музеях Европы.

## Биография
Франц Эйзенхут родился в Новой Паланке, Воеводство Сербии и Темешварский банат в составе Австрийской империи (сегодня Бачка-Паланка, Воеводина, Сербия) в немецкой семье. Его отец, Георг Айзенхут, был родом из Паланки, а мать Терезия Зоммер — из Букина.
Его отец надеялся, что Франц станет торговцем, но венгерский художник Карой Телепи открыл в нём талант к живописи. Влиятельные в то время жители Паланки во главе с адвокатом Карлом Мезей и фармацевтом Карло Харликовичем собрали деньги на его учёбу. Учился в Венгерской королевской рисовальной школе в Будапеште с 1875 по 1877 год. После этого он стал студентом Королевской академии изящных искусств в Мюнхене, где учился до 1883 года в классе Дьюлы Бенцура, венгерского художника.
После окончания Академии он впервые отправился в путешествие на Восток, побывав на Кавказе. В следующем году он провел свою первую выставку в Будапеште. Восток стал его главным источником вдохновения, а картины на восточную тематику станут его самыми известными произведениями.
В 1883 и 1884 годах он вновь отправился на Кавказ, посетив Тбилиси и Баку. В 1886 и 1887 годах он путешествовал из Неаполя в Тунис и Алжир. Его первым большим успехом стала картина 1886 года «Исцеление Кораном в Бейруте».

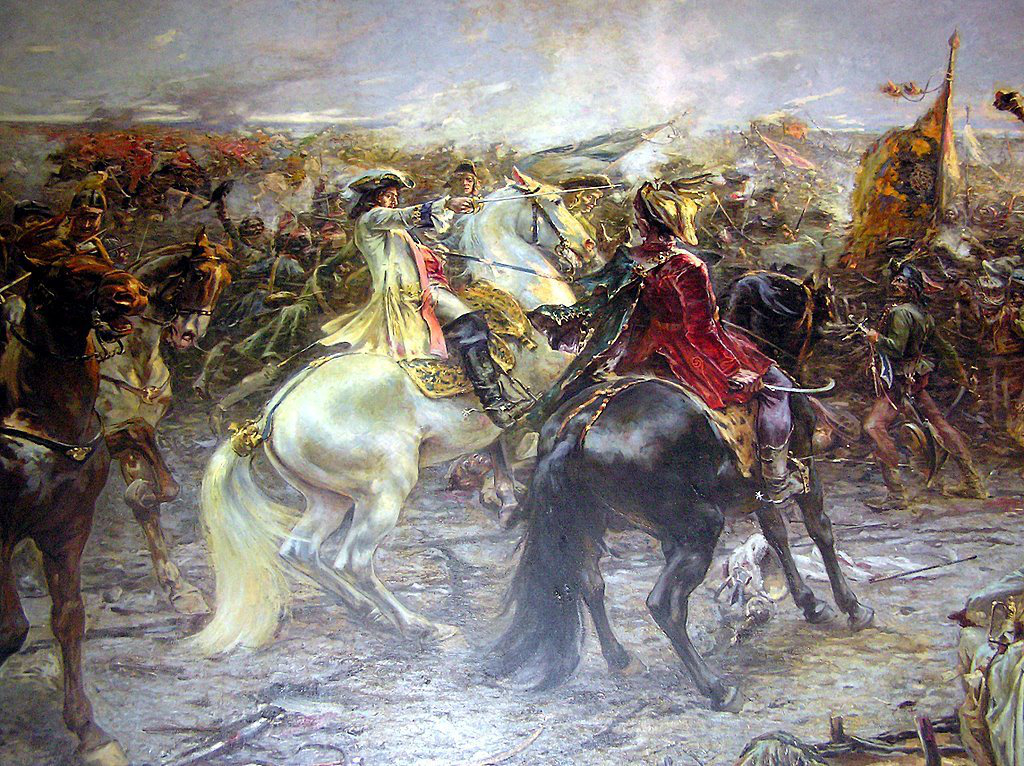
Битва при Зенте (фрагмент, 1896 г.)

Многие из его картин были воспроизведены в виде гравюр по дереву по всей Европе, потому что, как утверждал его друг Лика Кароли, «его картины изображали подлинный Восток». Лика Кароли также дал подробное описание мастерской Айзенхута в Мюнхене, которая располагалась по адресу Моцартштрассе, 13/4. Другой известной картиной того времени была «Смерть Гюль-Бабы», за которую он получил Государственную золотую медаль на выставке в Будапеште. Впоследствии у него были выставки в Мюнхене, Париже и Мадриде. В 1894 году он расписал интерьер Нью-Йоркского дворца в Будапеште.
Самая известная работа Айзенхута — картина «Битва при Зенте», написанная в 1896 году для Венгерской выставки тысячелетия, посвященной 1000-летию переселения венгров на Великую Венгерскую равнину. Картина была заказана округом Бач-Бодрог и до сих пор выставлена в мэрии Сомбора, поскольку в то время Сомбор был административным центром округа. Эта картина размером 7x4 метра на сегодняшний день является самой большой картиной маслом на Балканах.
В 1897 году он вернулся в Паланку, где женился на Адриане Райхль, дочери Фридриха Райхля, владельца цементного завода Райхля в Ной-Паланке и брата известного архитектора из Апатина, Франца Райхля. В 1898 году у них родилась дочь, которая вскоре умерла в пути в Самарканд, когда семья возвращалась из Бухарского эмирата. Айзенхут был приглашен в Бухару лично эмиром Абд ал-Ахад-ханом. В 1901 году у них родилась вторая дочь Юдит, а в 1903 году — единственный сын Айзенгута Франц-Георг, который впоследствии стал основателем кожевенного предприятия Merkur в Бачка-Паланке. Однако Айзенхут серьёзно заболел в Мюнхене и умер 2 июня 1903 года. Похоронен на кладбище Остфридхоф в Мюнхене. В его честь улица в Паланке была названа «Айзенхутгассе».